# Erico Spinadel

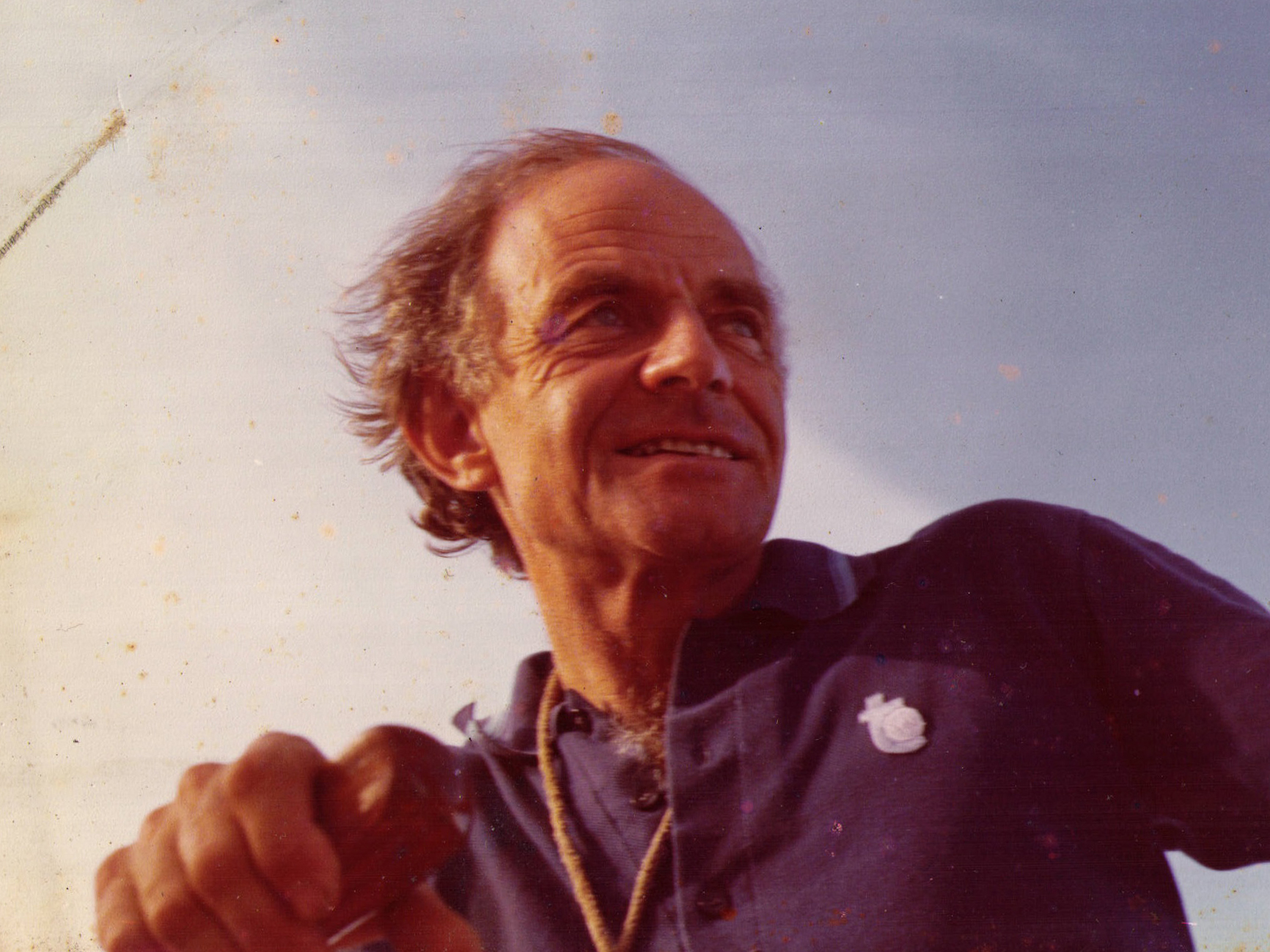
Erico Spinadel, Aprendizagem vento

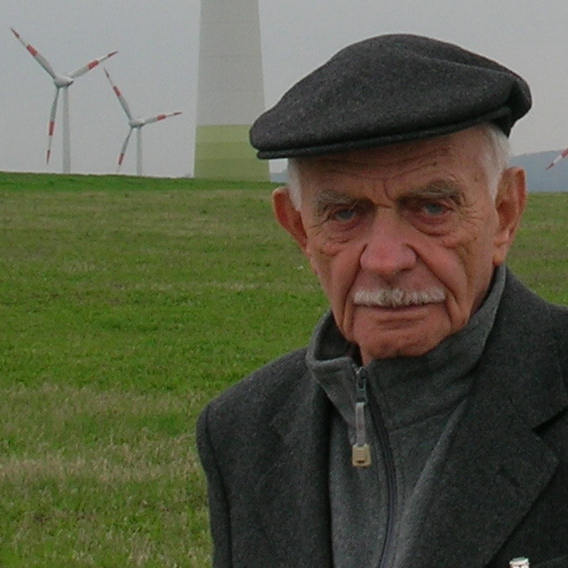
Erico Spinadel, Cooperando com o vento

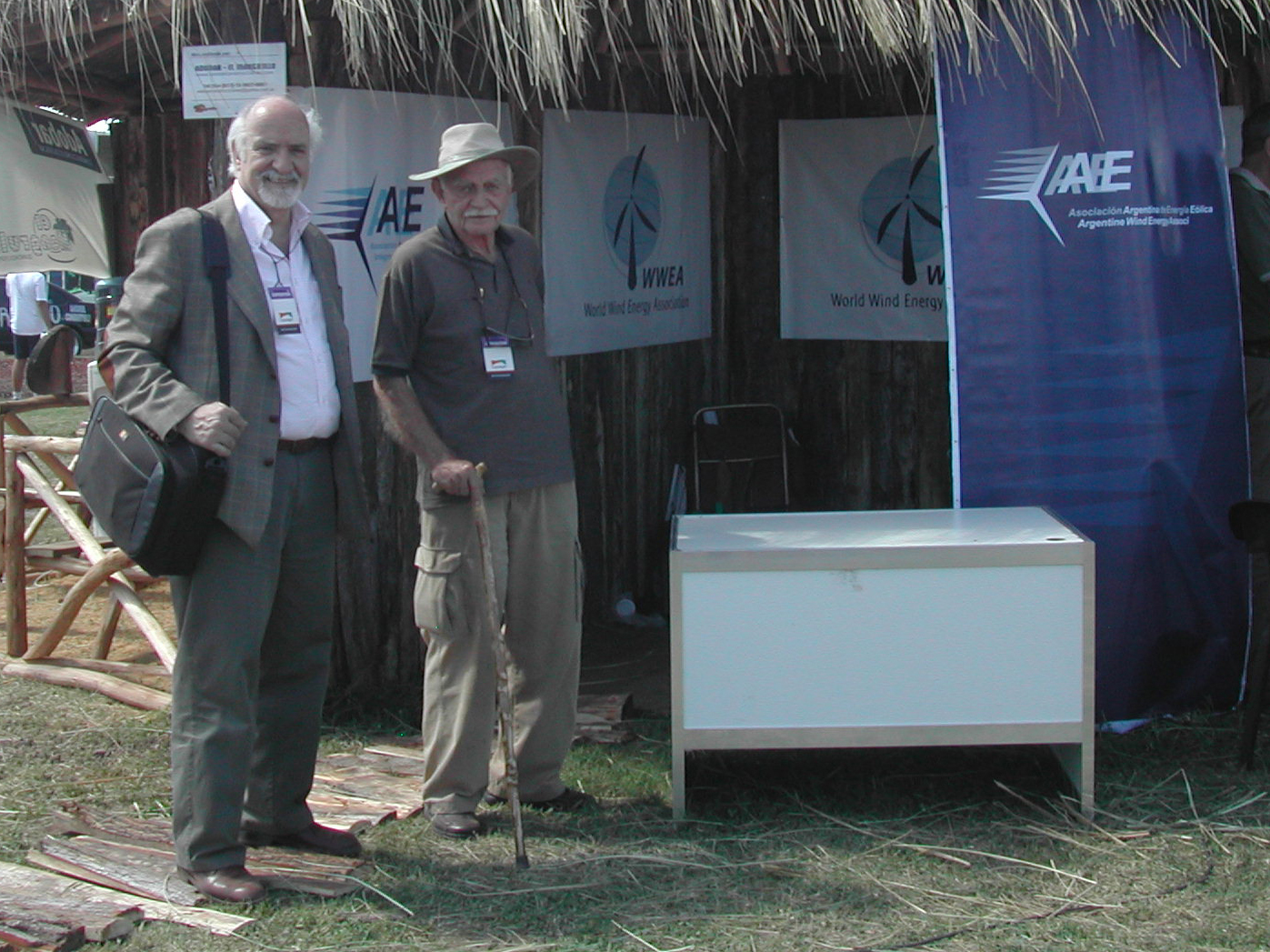
Erico Spinadel em uma Feira Internacional

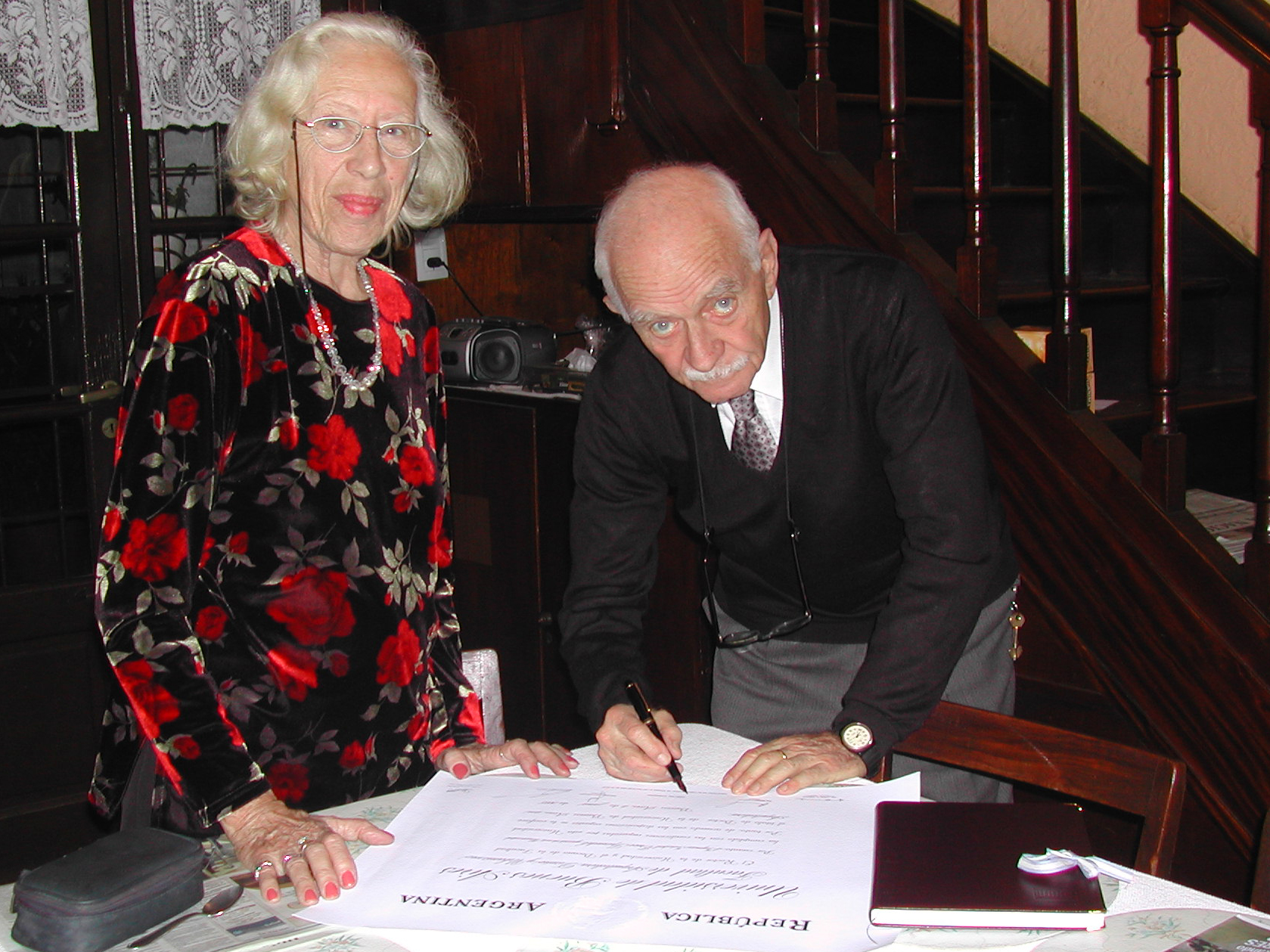
Erico Spinadel e Vera de Spinadel

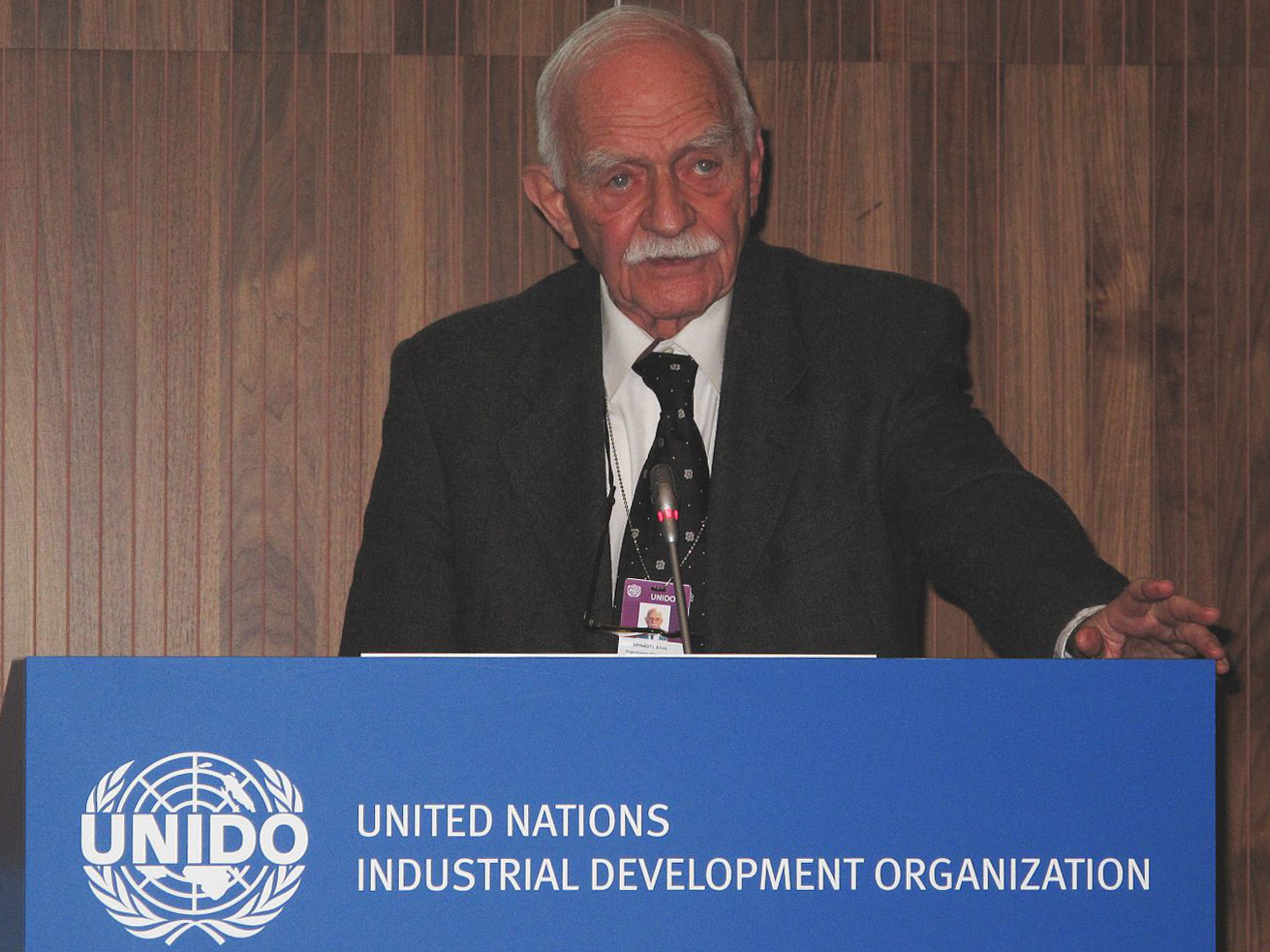
Erico Spinadel em UNIDO

Erico Spinadel (6 de Maio de 1929, Viena, Áustria — 25 de fevereiro de 2020) foi um engenheiro industrial austríaco e argentino especializado em Energia Eólica. Obteve seu PhD na Universidade de Buenos Aires, Argentina, em 2004. 
Erico Spinadel participou em 1956 da Comissão Nacional Argentino de Energia Atômica (CNEA) sendo que, em janeiro de 1959, foi a primeira operador a conduzir de um reator nuclear (RA 1) para condições críticas, e, desta forma, iniciou o uso da energia nuclear no hemisfério sul, a produção de electricidade e a produção de radioisótopos, também para hospitais e para aplicações industriais.   Entre 1994 e 2001, estava como consultor e Professor Catedrático da Universidade de Buenos Aires, Escola de Engenharia, Argentina.   De 1986 a 1994 foi Diretor da eletricidade projetada, Departamento da Escola de Engenharia da Universidade de Buenos Aires, FIUBA.   Desde 1994, como Professor Emérito, é consultor na Universidade Nacional de Luján, Argentina. 
Em 1994, projetou a “Asociación Argentina de Energía Eólica” (AAEE), atuando como presidente da Associação.   Desde 2008, é Diretor Regional da “American Wind Energy Association Latin” (LAWEA).  É Membro do Conselho da Associação Mundial de Energia Eólica. 
É consultor de Energia Eólica para o Organização das Nações Unidas para o Desenvolvimento Industrial (UNIDO-ONUDI) desde 1992. Realizou, por convite, missões nos governos da Indonésia e do Extremo Oriente. 
O Dr. Erico Spinadel é um líder no campo da Energia Eólica  na pesquisa de uma abordagem sistêmica multidisciplinar para os países em desenvolvimento, tendo amplo reconhecimento internacional. É o autor de mais de 7 livros e publicou mais de 50 trabalhos de pesquisa. 

## Livros
- Electrical and Magnetic Circuits and Special Topics, Nueva Librería, Buenos Aires, Argentina. ISBN 950-0088-01-0, 1982
- Transformers, Nueva Librería, Buenos Aires, Argentina. ISBN 950-9088-09-9, 1984
- Electrical and Magnetic Circuits and Special Topics, 2nd expanded and revised edition, Nueva Librería, Buenos Aires, Argentina. ISBN 987-1104-25-1, 2004
- Transformers, 2nd expanded and revised edition, Nueva Librería, Buenos Aires, Argentina.  ISBN 987-1104-14-6, 2004
- Wind Energy Systemic Multidisciplinary Approach, Nueva Librería, Buenos Aires, Argentina.   ISBN 987-1104-74-1, 2009
- Wind Energy Systemic Multidisciplinary Approach 2, Nueva Librería, Buenos Aires, Argentina.  ISBN 987-1871-31-7, 2015

## Artigos científicos
- Wind energy; Suggested possibilities for the Republic Argentina. Journal of engineering military year 5 No. 9. Author: E. Spinadel. PG.: 86-91. Registration of intellectual property 302506. SSN: 0326-5560, 1989
- Wind energy: farms or isolated points? Military engineering year 6 No. 10. Authors: E. Spinadel and C. Moon Pont. PG.: 66-70. Registration of intellectual property 302506. SSN: 0326-5560, 1990
- Wind Diesel Project in El Cuy, Argentine Patagonia – European Community Conference on Wind Energy Proceedings - ECWEC '90. Authors: E. Spinadel and C. Luna Pont. Pg. 49-54. ISBN 0-9510271-8-2, 1990
- Why do I say "Yes" now? Wind farms in Patagonia. Proceedings European Community Wind Energy Conference, ECWEC'93. Authors: E. Spinadel, C. Luna Pont, G. Dutt. Pg. 118-131. ISBN 0-9521452-0-0. Professor E. Spinadel was a member of the Scientific Committee, 1993
- Argentina Technology for Developing Countries commissioned by International Organism. Military Engineering magazine, Year 12, N°27. Author: E. Spinadel. Pg.: 34-36. Copyright Registry 124635. SSN: 0326-5560, 1995
- Aeolic-Electric Energy generated in the Patagonia transmitted to consumption centers following the hydrogen energy vector. Military Engineering magazine, Year 12, N°28. Author: E. Spinadel. Pg.: 30-36. Copyright Registry 124635. SSN: 0326-5560, 1996
- Aeolic-Electric Energy generated in the Patagonia transmitted to consumption centers following the hydrogen energy vector. Environment and Society magazine, N°3, 1996, CONAPAS. Authors: E. Spinadel, F. Gamallo y S. L. Gracia Nuñez. Pg.: 8-13. Copyright Registry 666267, 1996
- About the proper use of aids. Windpower Magazine, vol.12 n°11, Denmark. Author: E. Spinadel. Pg.: 4. ISSN 0109-7318, 1996
- The Transmission of Electric Energy Generated in Wind Farms in the Argentine Patagonia to the Consumption Centers using the Hydrogen Vector. Proceedings of EUWEC'96, Göteborg, Sweeden, May. Authors: E. Spinadel, S. L. Gracia Nuñez, F. Gamallo. Pg. 472-475. ISBN 0-9521452-9-4. Author E. Spinadel was member of the Scientific Committee, 1996
- Wind Power Generators designed for Weak and Moderate Wind Conditions. Proceedings of European Union Wind Energy Conference, EUWEC'96. May. Authors: E. Spinadel, F. Gamallo, P. Spinadel. Pg.: 329-332. ISBN 0-9521452-9-4, 1996
- Wind Energy Export through Liquid Hydrogen. Military Engineering magazine, Year 14, N°32. January–April. Authors: E. Spinadel, F. Gamallo y S.L. Gracia Nuñez. Pg.: 14-16. Copyright Registry 669150. SSN: 0326-5560, 1997
- Wind Energy Export through Liquid Hydrogen. Environment and Society magazine, Year 2, N°8. May. Authors: E. Spinadel y F. Gamallo. Pg.: 6-9. Copyright Registry 666267, 1997
- Mathematical Model for Determining the Accumulated Hydrogen Reserve in Wind-Generated Electricity At Distant Sites. Proceedings of M&D'98, Second International Conference on Mathematics & Design 98, San Sebastián, Spain, June 1–4. Pg. 333-340. ISBN 84-600-9459-6. Authors: V. Spinadel, F. Gamallo, E. Spinadel, 1998
- An Autonomous Wind-Hydrogen System for Electricity Services to Isolated Locations. Proceedings of XII World Hydrogen Energy Conference, Buenos Aires, June 21–26 de 1998. Volume 1, Pg. 777-782. ISBN 987-97075-0-8. Authors: F. Menzl, E. Spinadel, 1998
- Mathematical Model for determining the Accumulated Hydrogen Reserve in Wind-Generated Electricity at Distant Sites. Proceedings of XII World Hydrogen Energy Conference, Buenos Aires, June 21–26. Volume 2. Pg.1719-1728. ISBN 987-97075-1-6. Authors: V. Spinadel, F. Gamallo, E. Spinadel, 1998
- Patagonian Wind Exported as Liquid Hydrogen. Proceedings of XII World Hydrogen Energy Conference, Buenos Aires, June 21–26, 1998. Volume 1. Pg. 369-376. ISBN 987-97075-3-2. Authors: E. Spinadel, F. Gamallo, S. Luis Gracia Nuñez, P. Spinadel, M. Cerviño, 1998
- Make better use of Wind Energy Primary Source in Argentina. Part 1. Electrotechnical Argentina magazine, Volume LXXXIV, January–February. Pg 30-34. ISSN 0370-7857. Author: E. Spinadel, 1998
- Make better use of Wind Energy Primary Source in Argentina. Part 2. Electrotechnical Argentina magazine, Volume LXXXIV, March–April. Pg 71-78.. ISSN 0370-7857. Author: E. Spinadel, 1998
- Home electric Energy from hydrogen and fuel cells. Authors: E.Spinadel, S.L.Gracia Nuñez, J.Maislin, R.Wurster, F.Gamallo. MW magazine, No.228, April, Pg.s. 72-76. Copyright Registry 173449. ISSN 0025-8180, 2000
- Defining Characteristics of a wind-electric Power Generator for Electrolyzes Alkaline. Authors: E.Alvarez, R.Class, J.Dalmaso, F.Gamallo, J.Maislin, E.Spinadel. Military Engineering Magazine, ISSN 0326-5560, Year 18, No.43, January–June., Pg: 36-37, 2001
- Home electric Energy from hydrogen and fuel cells. Authors: E.Spinadel, J.Maislin, F.Gamallo. MW Magazine ISSN 0325-352X, Year 24, No.242, June, Pg: 102-106, 2001
- Socio-economic determiners for a greater efficient utilization of a primary Energy source in Argentina. Authors: E.Spinadel, F.Gamallo. Megavatios Magazine ISSN 0325-352X, year 24, No.242, June, Pg.: 120-142, 2001
- Wind Power: a long-term investment. Author: E. Spinadel. Tecnoil Magazine RPI 324-856, year 23, Nº 232, October, Pg.: 54-60, 2001
- Mathematical Model for Optimizing Sizes of "PEM" Fuel Cells in Combined Natural Gas and Electricity Energy Supply. Authors: F. Gamallo; J. Maislin; E. Spinadel; Vera W. de Spinadel. M&D2001, The Third International Conference, Deakin University, Geelong, Australia. ISBN 0-7300-2526-8, Pg. 166 – 173, 2001
- Advantages of decentralized electricity and heat supply for buildings, using fuel cells. Author: Erico Spinadel. Presented in Symmetry: Art & Science, Brussels, Belgium. ISSN 1447-607X. Pg: 403-413, 2002
- Wind Energy in Argentina, Legislation, Economical & Technical Aspects. The World Wind Energy Association. The 1st World Wind Energy Conference, Berlin, Germany, 2–6 July 2002. Authors: E. Spinadel, J. Gil, F. Gamallo. ISBN 3-936338-11-6. Ext: 5 Pg. Published on CD, 2002
- An isolated wind-hydrogen system for the Martín García Island. 10º International Symposium REGWA, Nutzung Regenerativer Energiequellen und Wasserstofftechnik, University of Applied Sciences of Stralsund, Stralsund, Germany, November 2003. Author: E. Spinadel. Pg. 138 - 143, ISBN 3-9807963-6-1, 2003

## Prêmios e homenagens
- Gold medal 30º university teaching FI UBA [12]
- First prize in the BIEL light + building BIEL'95'Award [13]
- Professor emérito Universidade Nacional de Luján [14] 2011
- Big Prize of the Civic Parliament of the Humanity to the Community Greatness granted to the Argentine Association of Wind Energy,[15] 2010